# William Carragan
William Carragan (18 de julio de 1937 – 9 de junio de 2024) fue un musicólogo estadounidense particularmente conocido por su investigación sobre la música de Anton Bruckner. Pasó muchos años produciendo una finalización de la Sinfonía n.º 9 de Bruckner.

## Educación
Nacido en Troy, Nueva York, Carragan aprendió física de su padre George Howard Carragan (1896–1982, un profesor de física) y música de su madre Martha Beck (1900–1997, una pianista y compositora de piezas educativas para niños que conocía a Serguéi Rajmáninov). También tomó lecciones de piano con Stanley Hummel (1908–2005), pianista de Albany, y más tarde más lecciones de piano con Gilbert Kalish, además de estudiar clavecín con Louis Bagger.
Pero, siguiendo a su padre, se convirtió en físico y profesor en el Hudson Valley Community College durante 35 años, desde 1965 hasta 2001. Mientras estuvo allí, publicó un libro de texto comprensivo de física universitaria introductoria en cuatro volúmenes.

## Ediciones de Bruckner
Como musicólogo, las principales preocupaciones de Carragan fueron los aspectos analíticos de la música y la historia de las interpretaciones de las sinfonías de Bruckner. Fue editor colaborador de la Bruckner Gesamtausgabe o Edición completa de Bruckner en Viena, patrocinada por la Sociedad Internacional Bruckner. Para la Edición Completa, a petición de Leopold Nowak, Carragan preparó una nueva edición de la Segunda Sinfonía de Bruckner en dos versiones (1872 y 1877).
Carragan reconstruyó por primera vez la versión original de 1866 de la Sinfonía n.º 1 de Bruckner, las versiones previamente desconocidas de la Sinfonía n.º 3 de 1874 y 1876, y de la Sinfonía n.º 4 de 1878, así como las versiones intermedias de 1888 de la Sinfonía n.º 8. También se dedicó a completar la Sinfonía n.º 9 de Bruckner. Esa finalización ha sido ampliamente interpretada y grabada, la más reciente en una versión revisada de 2017.
Carragan publicó Anton Bruckner: Eleven Symphonies – un "Libro Rojo" sobre las diferentes versiones de las Sinfonías de Bruckner emitido por la Sociedad Bruckner de América. Sirvió como consultor en muchas interpretaciones de las sinfonías de Bruckner. En 1991 se le concedió la Gold-Plakette del Brucknerbund Oberösterreich, y en 2010 se le otorgó la Medalla de Honor Kilenyi de la Sociedad Bruckner de América.

## Otros trabajos
Para el aniversario de Franz Schubert en 1978, Carragan completó e interpretó varias de las sonatas para piano inacabadas de Schubert, y diez años más tarde preparó una versión de cuatro movimientos de la Octava sinfonía de Schubert que fue grabada en Alemania con la Philharmonie Festiva.
Con respecto a la era barroca, Carragan hizo arreglos de un concierto para cuatro violines de Antonio Vivaldi, Op. 3, no. 1, para cuatro clavecines, así como un concierto para dos violines, Op. 3, no. 8, arreglado por J.S. Bach para dos clavecines.

## Vida personal y muerte
Carragan se casó con Julia Weston Faunce en abril de 1966. Ella fue una profesora e historiadora medieval que también enseñó en Hudson Valley College durante 34 años. Se retiró en 2000 para cuidar de su esposa, quien murió de cáncer en 2001. Durante las dos últimas décadas de su vida vivió en la casa de su infancia en Brunswick, Nueva York.
Carragan falleció tras un derrame cerebral el 9 de junio de 2024, a la edad de 86 años.